# آلبيركس نيغاتا
آلبيركس نيغاتا، (باليابانية: アルビレックス新潟) هو نادي كرة قدم ياباني يلعب في دوري الدرجة الأولى الياباني]. تأسس عام 1955. وهو النادي الأساسي في مدينة نييغاتا.

## أهم اللاعبين الذين لعبوا للنادي خلال تاريخه
- أوسياس
- برونو كورتيز
- مايكل فيتزجيرالد

## وصلة خارجية
- الموقع الرسمي (باليابانية)